# Nigel Harman

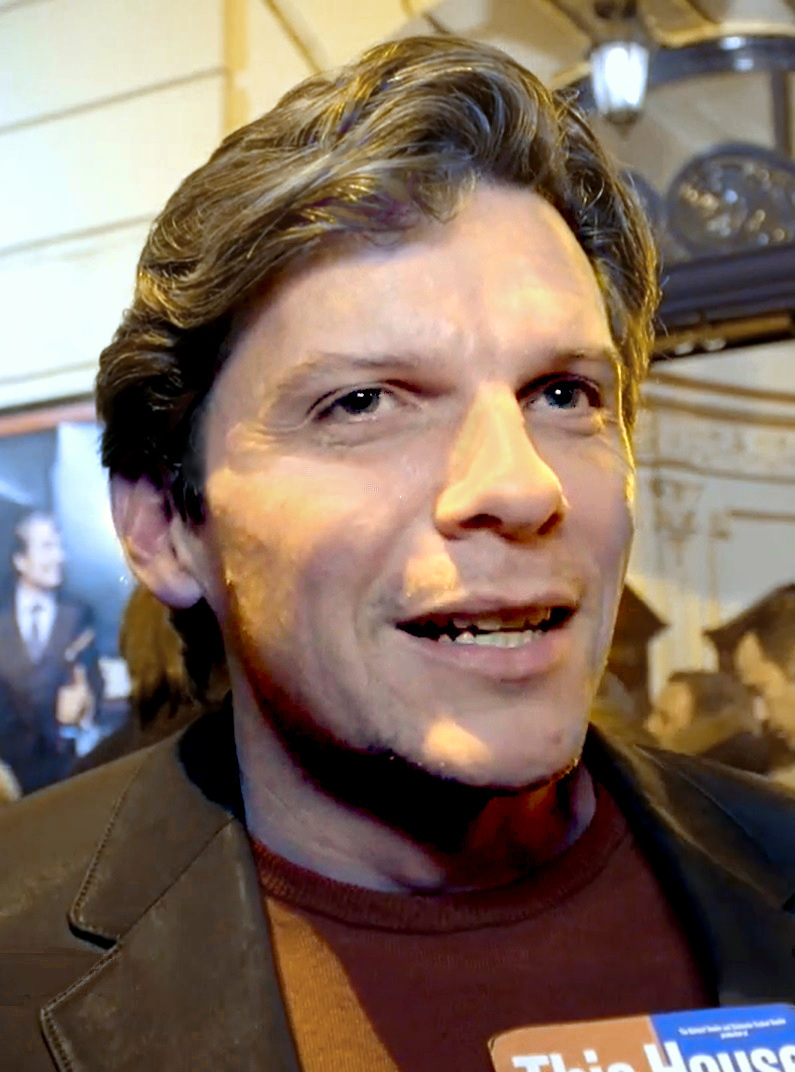
Nigel Harman (2016)

Nigel Harman (* 11. August 1973 in Purley) ist ein britischer Schauspieler, der durch seine Rolle als Dennis Rickman in der englischen Fernsehserie EastEnders bekannt wurde.
Harman begann früh mit der Schauspielerei. Als Kind trat er in Werbespots auf, später auch am Theater. Hier spielte er in Produktionen mit wie z. B. Privates On Parade, Much Ado About Nothing und Summer Holiday. Harman besuchte die Arts Educational School in London und gehörte zur Originalbesetzung von Mamma Mia!. 2003 bekam Harman die Rolle als Dennis in den EastEnders, für die er in Großbritannien bekannt ist.
Harman verließ die EastEnders am 5. November 2005 und war am 30. Dezember 2005 das letzte Mal als Dennis Rickman in der Soap zu sehen. Dennis ist in der Serie gestorben.
Er spielte den Sky Masterson in dem Stück Guy And Dolls am berühmten Piccadilly-Theater in West End zusammen mit Jenna Russell und Nigel Lindsay. Er eröffnete es zusammen mit Sarah Lancashire, die die Produktion wegen Krankheit am 4. Januar 2006 verließ.
Im April 2006 spielte er Kerry Max Cooke in The Exonorated am Riverside Studio Theater in Hammersmith, London.
Harmans Erfolg im Fernsehen und auf der Bühne brachte ihn dazu, zum Film zu gehen.

## Filmografie (Auswahl)
- 1991: The Bill (Fernsehserie, 1 Folge)
- 2002: Coupling – Wer mit wem? (Coupling, Fernsehserie, 1 Folge)
- 2003: Doctors (Fernsehserie, 1 Folge)
- 2003–2005: EastEnders (Fernsehserie, 314 Folgen)
- 2006: Blood Diamond
- 2008: Lark Rise to Candleford (Fernsehserie, 1 Folge)
- 2009: Hotel Babylon (Fernsehserie, 8 Folgen)
- 2010: Agatha Christie’s Marple (Fernsehserie, 1 Folge)
- 2013: Downton Abbey (Fernsehserie, 4 Folgen)
- 2014: Doc McStuffins, Spielzeugärztin (Doc McStuffins, Fernsehserie, 1 Folge)